# Demblin
Demblin is een plaats in het Poolse district Tarnowski, woiwodschap Klein-Polen. De plaats maakt deel uit van de gemeente Wietrzychowice en telt 340 inwoners.